# Romano Canavese
Pour les articles homonymes, voir Canavese.
Romano Canavese (en français Roman-en-Canavais) est une commune d'environ 3 000 habitants située dans la ville métropolitaine de Turin, dans le Piémont, en Italie.

## Histoire
On fait remonter l'origine de la ville vers l'an 143 a.C., mais on a des données certaines seulement vers l'an mille, quand, soit le bourg que le territoire et le château étaient des  fiefs de l'évêque d'Ivrée.
Le 6 prairial an VIII (26 mai 1800) a lieu la bataille de la Chiusella entre les troupes françaises et autrichiennes.

## Administration
| Période                                  | Période  | Identité                  | Étiquette | Qualité |
| ---------------------------------------- | -------- | ------------------------- | --------- | ------- |
| 14 juin 2004                             | En cours | Antonio Francesco M Conto |           |         |
| Les données manquantes sont à compléter. |          |                           |           |         |

## Démographie
| 1861  | 1951  | 2001  |
| ----- | ----- | ----- |
| 2 676 | 1 462 | 2 943 |

### Hameaux
Cascine di Romano, Canton Moretti.

### Communes limitrophes
Ivrea, Pavone Canavese, Strambino, Perosa Canavese, Scarmagno, Mercenasco.

## Personnalités nées à Romano Canavese
- Tarcisio Bertone (1934-), cardinal ancien secrétaire d'État de la Curie romaine.